# Пийт Маравич
Питър „Пистолета Пийт“ Прес Маравич (на английски: Peter „Pistol Pete“ Press Maravich), роден на 22 юни 1947 г. – починал на 5 януари 1988 г., е бивш американски баскетболист, по-известен и само като Пийт Маравич или с прякора си Пистолета Пийт. Той остава в историята на баскетбола като един от най-добрите реализатори, както и като един от пионерите на модерния атрактивен стил на игра, който завладява НБА през 80-те години. Великолепния контрол върху топката, прецизната стрелба от всяка една позиция на терена (включително и зад баскетболното табло) и безгранична изобретателност правят Маравич един от най-легендарните и обичани баскетболисти в САЩ, независимо от липсата на сериозни индивидуални или отборни успехи.

## Биография
Маравич придобива статут на легенда още през университетските си години, когато играе за Университета на Луизиана Стейт. Той все още е най-добрият реализатор в историята на първата лига на университетското първенство с отбелязани 3667 точки (само в рамките на 3 сезона, тъй като през първата си година като студент няма право да играе), което прави средно по 44.2 точки на мач. Тези негови постижения са постигнати в периода 1966 – 19070 г., когато в баскетбола все още не е въведена линията за стрелба от три точки, а голяма част от неговите кошове са отбелязани именно от голямо разстояние.
Маравич играе 10 години в НБА с отборите на Атланта Хоукс (1970 – 74), Ню Орлийнс/Юта Джаз (1974 – 1980) и съвсем за кратко с Бостън Селтикс през 1980 г., когато е принуден да се откаже поради контузии. Маравич има 5 участия в Мача на звездите на НБА (1973, 1974, 1977 – 1979), два пъти е избиран в първия идеален отбор на лигата (1976 и 1977) и два пъти във втория (1973 и 1978).
През сезона 1976 – 77 е най-резултатния баскетболист в лигата с 31.1 точки средно на мач. Той отбелязва 40 или повече точки в 13 мача от сезона (общо в кариерата си има 35 такива мача), включително и 68 точки в един майсторски мач срещу Ню Йорк Никс. По това време това е рекорд за най-много отбелязани точки от гард в историята на лигата (чак през 1990 г. Майкъл Джордан ще отбележи 69 точки срещу Кливланд Кавалиърс, а рекордът за гард се държи от Коби Брайънт с 81 точки срещу Торонто Раптърс през 2006 г.), като само двама други баскетболисти до този момент са вкарвали повече точки в един мач от него – легендите Уилт Чембърлейн и Елджин Бейлър, като последният е треньор на Маравич в този мач.
Проблеми с контузии в колената през сезона 1977 – 78 обаче попречват на Маравич да разкрие пълния си потенциал. През януари 1980 г. той е привлечен от Бостън, който е воден от новобранеца Лари Бърд и като резерва успява да помогне на Келтите да стигнат до финалите на Източната конференция загубени от Филаделфия 76. По ирония на съдбата именно в последния сезон на Пийт в НБА е въведена линията за стрелба от трите точки. Маравич, който е прочут с далечните си изстрели, обаче прави едва 15 стрелби от тройката в 43 мача, като вкарва 10 от тях, което прави невероятните 67% успеваемост.
За 10-годишната си кариера в НБА Маравич изиграва 658 мача, в които постига по 24.2 точки и 5.4 асистенции средно на мач, а отборите, в които играе достигат 4 пъти до плейофите, където записва 26 срещи и 18.7 точки средно на мач. През 1985 г. Юта Джаз изважда завинаги от употреба екипа с № 7, с който Маравич играе за Джазмените.
След края на професионалната си кариера Маравич става отшелник за две години в опит да открие себе си, като се отдава на йога и хиндуизъм, както и уфология.
На 5 януари 1988 г., на 40-годишна възраст, Маравич умира от сърдечен удар докато играе баскетбол в салона към църква в Пасадена, Калифорния, където е за кратко на посещение. При аутопсията е открито, че Маравич има рядък дефект на сърцето – той е бил роден с липсваща лява коронарна артерия – съд, който снабдява сърцето с кръв.
През 1987 г. Маравич е приет в Залата на славата на баскетбола. През 1996 г. е избран сред 50-те най-добри баскетболисти в историята на НБА.